# Schizaeaceae
Schizaeaceae Kaulf. è una famiglia di piante dell'ordine Schizaeales.

## Descrizione
Le Schizaeaceae sono felci relativamente primitive a causa dei caratteristici grandi sporangi prodotti individualmente. Questi sono solitamente portati su foglioline speciali e non presentano la membrana protettiva dell'indusio. Sottoterra, le felci solitamente presentano rizomi altamente ramificati, striscianti o raggruppati.
Le foglie dalla forma insolita appaiono simili a fili d'erba e gli sporangi sono portati solo sui lobi di fronde fertili distinte.

## Tassonomia
La famiglia comprende i seguenti generi:
- Actinostachys Wall.
- Schizaea Sm.